# Ion Ursu
Ion Ursu (Ialoveni, 19 agosto 1994) è un calciatore moldavo, attaccante degli Yellow Boys Weiler-La-Tour.

## Carriera

### Club
Ha giocato nella prima divisione moldava.

### Nazionale
Ha giocato 6 incontri con la nazionale Under-21 per le qualificazioni al campionato europeo di categoria.